# Internationales Tennisturnier von Zinnowitz 1973
Das 19. Internationale Tennisturnier von Zinnowitz fand vom 24. Juni bis zum 1. Juli 1973 im Ostseebad Zinnowitz statt.
Der Mixedwettbewerb wurde in diesem Jahr nicht mehr ausgetragen. Neu in das Turnierprogamm wurde ein Nationen-Pokal aufgenommen, der jeweils für Herren und Damen ausgetragen wurde. Dabei traten jeweils Zweier-Mannschaften gegeneinander an, die zwei Einzel und ein Doppel bestritten. Dieser Wettbewerb wurde von Sonntag bis Donnerstag ausgetragen, während die Einzel- und Doppelwettbewerbe von Freitag bis Sonntag stattfanden. Dabei wurde (auch) in den Herrenkonkurrenzen nur noch auf zwei Gewinnsätze gespielt.
Die erste Auflage des Nationen-Pokals gewann bei den Herren die Sowjetunion mit Wladimir Korotkow und Anatoli Wolkow, die danach auch das Herrendoppel gewannen. Bei den Damen war die erste Vertretung der DDR in der Besetzung Brigitte Hoffmann und Veronika Koch erfolgreich. Das Herreneinzel gewann der Titelverteidiger Thomas Emmrich, während es im Dameneinzel durch Jelena Granaturowa und im Damendoppel durch Granaturowa und Marina Tschuwyrina sowjetische Siege gab. Das Endspiel im Herrendoppel erreichten Thomas Emmrich und Botho Schneider.

## Ergebnisse

### Herreneinzel
|  | Finale |                |   |   |  |
|  |        |                |   |   |  |
|  |        | Thomas Emmrich | 6 | 7 |  |
|  |        | Anatoli Wolkow | 1 | 6 |  |
|  |        |                |   |   |  |

### Dameneinzel
|  | Finale |                    |   |   |  |
|  |        |                    |   |   |  |
|  |        | Jelena Granaturowa | 6 | 6 |  |
|  |        | Éva Szabó          | 1 | 2 |  |
|  |        |                    |   |   |  |

### Herrendoppel
|  | Finale |                                  |   |   |   |
|  |        |                                  |   |   |   |
|  |        | Wladimir Korotkow Anatoli Wolkow | 3 | 6 | 6 |
|  |        | Thomas Emmrich Botho Schneider   | 6 | 2 | 3 |
|  |        |                                  |   |   |   |

### Damendoppel
|  | Finale |                                       |   |   |  |
|  |        |                                       |   |   |  |
|  |        | Jelena Granaturowa Marina Tschuwyrina | 6 | 6 |  |
|  |        | Hana Hüblerová Mirka Koželuhová       | 1 | 2 |  |
|  |        |                                       |   |   |  |

## Quelle
- Tennis, Mitteilungsblatt des Deutschen Tennis-Verbandes der DDR, 17. Jahrgang (1973), Heft 5 (fälschlicherweise mit 18. Jahrgang bezeichnet)